# Nicky Jam
Nick Rivera Caminero (nascido em 17 de março de 1981), conhecido pelo nome artístico de Nicky Jam, é um cantor e compositor estadounidense-colombiano de ascendência porto-riquenha e dominicana. Ele é mais conhecido por sucessos como "Travesuras", "Te Busco" (com Cosculluela), "El Perdón", "Hasta el Amanecer" e "El Amante" - os três últimos de seu álbum Fénix - ou "X" (com J Balvin).

## Início da vida
Rivera nasceu em Lawrence, Massachusetts de uma mãe dominicana e um pai porto-riquenho, eles se mudaram para Barrio Obrero, em Porto Rico quando ele tinha dez anos de idade. Ele canta eggaeton desde a sua juventude. O nome "Nicky Jam" veio de uma brincadeira, e foi dado a Rivera por um morador de rua. A família de Rivera era de baixa renda, e quando ainda menor de idade, trabalhou ilegalmente em uma mercearia, a fim de apoiar sua família, improvisando sua música enquanto ensacava mantimentos. Um dia, um executivo musical notou seu talento e assinou contrato com ele, e com catorze anos de idade, gravou seu primeiro álbum, ...Distinto A Los Demás. O álbum não foi bem-sucedido, mas o fez ganhar reconhecimento na indústria da música e garantiu a atenção de alguns produtores de música, como DJ Joe, DJ Playero e DJ Chiklin.

## Carreira Musical

### Los Cangris
Depois de seu primeiro álbum, ele continuou trabalhando na indústria da música, onde conheceu Daddy Yankee quando juntos foram gravar com Guatauba e DJ Playero. Daddy Yankee convidou Rivera para trabalhar com ele. Durante a década de 1990 e início de 2000, eles se tornaram amigos e formaram a dupla oficial Daddy Yankee e Nicky Jam, também conhecida como Los Cangris. Eles criaram muitos singles comercialmente bem-sucedidos, incluindo "Sabanas Blancas", "Guayando", "Sentirte" e muitos outros. Eles também trabalharam juntos no álbum "Los Super Amigos", em 2000, que nunca foi lançado. Em 2001, Daddy Yankee lançou El Cartel II: Los Cangris, no qual Rivera participou em pequena parte. Devido a problemas pessoais, eles terminaram a sua amizade, em 2004, e pararam de trabalhar juntos. Rivera, continuou a trabalhar como artista solo e criou muitos singles comerciais de sucesso. Em 2012, após muitos anos de separados, gravaram "El Party Me Llama", do álbum Prestige, e confirmou que tinham abandonado suas divergências dos anos anteriores.

### Carreira Solo
Rivera lançou Haciendo Escante em 2001, e em 2004 lançou Vida Escante. Ele e Daddy Yankee se separaram novamente devido a muitas discussões e conflitos, percebendo que sua amizade se transformou em uma rivalidade feroz. Seu mais recente álbum de estúdio é The Black Carpet, lançado em 2007. Rivera também trabalhou com R. K. M & Ken-Y, Héctor & Tito (Hector el Father e Tito El Bambino), Lito & Polaco, Big Boy, e Magnate & Valentino.

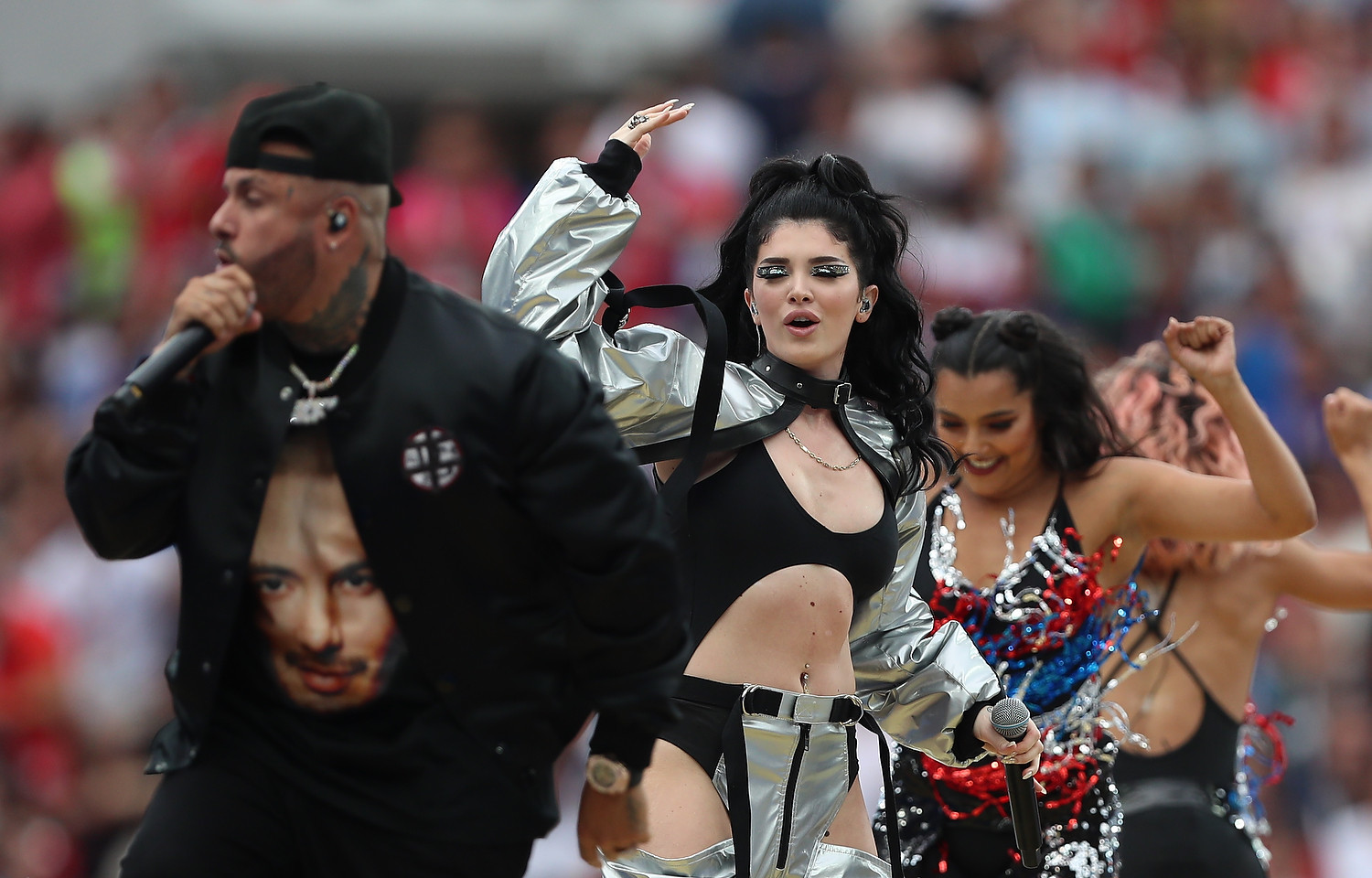
Rivera cantou a música oficial da Copa do Mundo de 2018 "Live It Up".

No final da década de 2000, se mudou para a cidade de Medellín, Colômbia. Em 2010, após a realização de alguns shows lá, reiniciou sua carreira lançando singles de sucesso "Tu Primera Vez", "Piensas en Mi", "Curiosidad", "Juegos Prohibidos" e, mais notavelmente, "Voy A Beber". Ele também trabalhou com Daddy Yankee novamente, depois de oito anos sem trabalhar juntos, no álbum Prestige por Daddy Yankee. Nicky Jam tem aparecido em muitos álbuns de reggaeton, mantendo atualmente o recorde de maior número de aparições em álbuns de vários artistas, recorde este que anteriormente era de Daddy Yankee. Sua mais recente aparição em um álbum foi com Daddy Yankee em Prestige, com a faixa "El Party me  Llama". Em 2015, Nicky Jam ganhou um Grammy Latino por melhor Urban Performance. "Hasta el Amanhecer" foi lançada em 15 de janeiro de 2016, nas estações de rádio dos Estados Unidos. A Billboard chamou a canção de "faixa de reggaetón sensual e sexy" que contém o cantor da "marca cativante de ganchos melódicos. Ainda um romântico incurável, aqui Jam sofre a dor de ver partir uma garota que ele conheceu na lavanderia, ainda sem sequer descobrir o seu nome." O videoclip da música do foi visto mais de 1 bilhão de vezes no YouTube.
Rivera performou a música oficial "Live It Up", com o rapper americano Will Smith e a cantora kosovar-albanesa Era Istrefi durante a cerimônia de encerramento da Copa do Mundo da FIFA de 2018 , em Moscou, Rússia.
Em setembro de 2024, ele apareceu num comício de Donald Trump e mostrou o seu apoio à candidatura do mesmo às eleição presidencial americana de 2024. Em 17 de setembro, ele deletou uma mensagem de apoio a Donald Trump depois de ser chamado de "mulher gostosa" pelo candidato republicano à Casa Branca.

## Discografia
- Haciendo Escante (2001)
- Vida Escante (2004)
- The Black Carpet (2007)
- Fenix (2017)
- Intimo (2019)
- Infinity (2021)
- Insomnio (2024)

## Filmografia
| Ano  | Título                      | Função    | Notas                         |
| ---- | --------------------------- | --------- | ----------------------------- |
| 2017 | xXx: Return of Xander Cage  | Lázaro    | Filme                         |
| 2017 | I Want for Christmas Is You | O próprio | Filme                         |
| 2018 | Nicky Jam: El Ganador       | O próprio | Série de televisão biográfica |
| 2020 | Bad Boys for Life           | Zway-Lo   | Filme                         |

## Ligações externos
- Sítio oficial